# التسهيلات المركزية للسيولة
التسهيلات المركزية للسيولة (CLF) هي شركة حكومية مختلطة تابعة للولايات المتحدة (الولايات المتحدة) تم إنشاؤها لتحسين الاستقرار المالي العام للاتحادات الائتمانية من خلال العمل كمقرض سيولة لاتحادات الائتمان التي تعاني من نقص سيولة غير عادي أو غير متوقع. تملك الاتحادات الائتمانية للأعضاء التي توجد داخل إدارة الاتحاد الائتماني الوطني (NCUA). يدير رئيسها تحت إشراف مجلس الاتحاد الائتماني الوطني.
تم إنشاء التسهيل المركزي للسيولة من قبل الكونغرس الأمريكي في عام 1998 بموجب قانون التسهيلات المركزية للسيولة الاتحادية للاتحاد الائتماني، الفرع الثالث من قانون الاتحاد الائتماني الفيدرالي. الغرض الأساسي منه هو تقديم القروض إلى الاتحادات الائتمانية لتلبية احتياجات السيولة قصيرة أو طويلة الأجل. وهو يؤدي نفس الوظائف العامة لاتحادات الائتمان التي يؤديها نظام الاحتياطي الفيدرالي للبنوك الأعضاء.
مرفق السيولة المركزية مدعوم من قبل حكومة الولايات المتحدة. قد يقوم باقتراض ما يصل إلى 12 مرة من رأس ماله وفائضه المكتتب به (12 USC 1795f (a) (4) (A)).
تم تنظيمه في خمسة فروع إقليمية لخدمة الولايات المختلفة. لكي تصبح عضوًا، تشتري الاتحادات الائتمانية أسهمًا في «مرفق السيولة المركزية»، بمبلغ يساوي 1/2 من 1٪ من متوسط ستة أشهر من رأس مالها وفائضها أو 50 دولارًا (أيهما أكبر).
مرفق السيولة المركزي هو مؤسسة 501 (c) (1).